# Курв'якова Раїса Василівна
Раїса Василівна Курв'якова (15 вересня 1945, Горно-Улбінка, Казахстан) — українська радянська баскетболістка, олімпійська чемпіонка.
Раїса Курв'якова виступала за Дніпропетровський «Авангард». Золоту олімпійську медаль і звання олімпійської чемпіонки вона здобула в складі жіночої збірної СРСР з баскетболу на монреальській Олімпіаді.